# Idris dentatus
Idris dentatus är en stekelart som beskrevs av Kononova 2001. Idris dentatus ingår i släktet Idris och familjen Scelionidae. Inga underarter finns listade i Catalogue of Life.